# 兵庫県道62号姫路港線
兵庫県道62号姫路港線（ひょうごけんどう62ごう ひめじこうせん）は、兵庫県姫路港から姫路市船場町に至る県道（主要地方道）である。通称「産業道路」。

## 概要

### 路線データ
- 起点：姫路市飾磨区細江（宮掘橋交差点、国道250号交点）
- 終点：姫路市博労町（白鷺橋交差点、国道2号交点）
- 路線延長：4.491 km

## 歴史
- 1993年（平成5年）5月11日 - 建設省から、県道姫路港線が姫路港線として主要地方道に指定される[1]。

## 地理

### 通過する自治体
- 姫路市

### 交差する道路

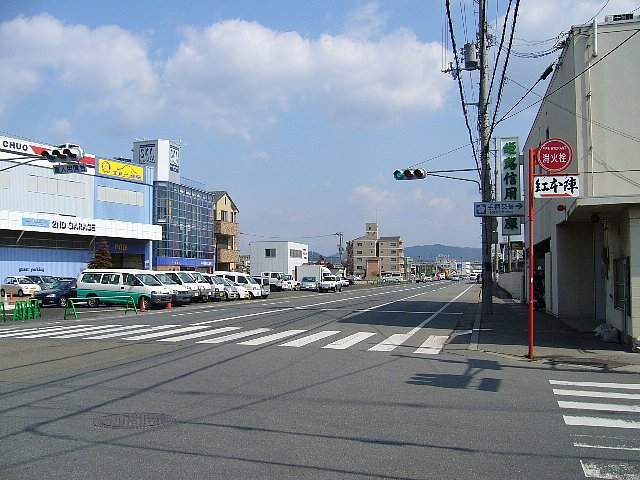
手柄付近から北望

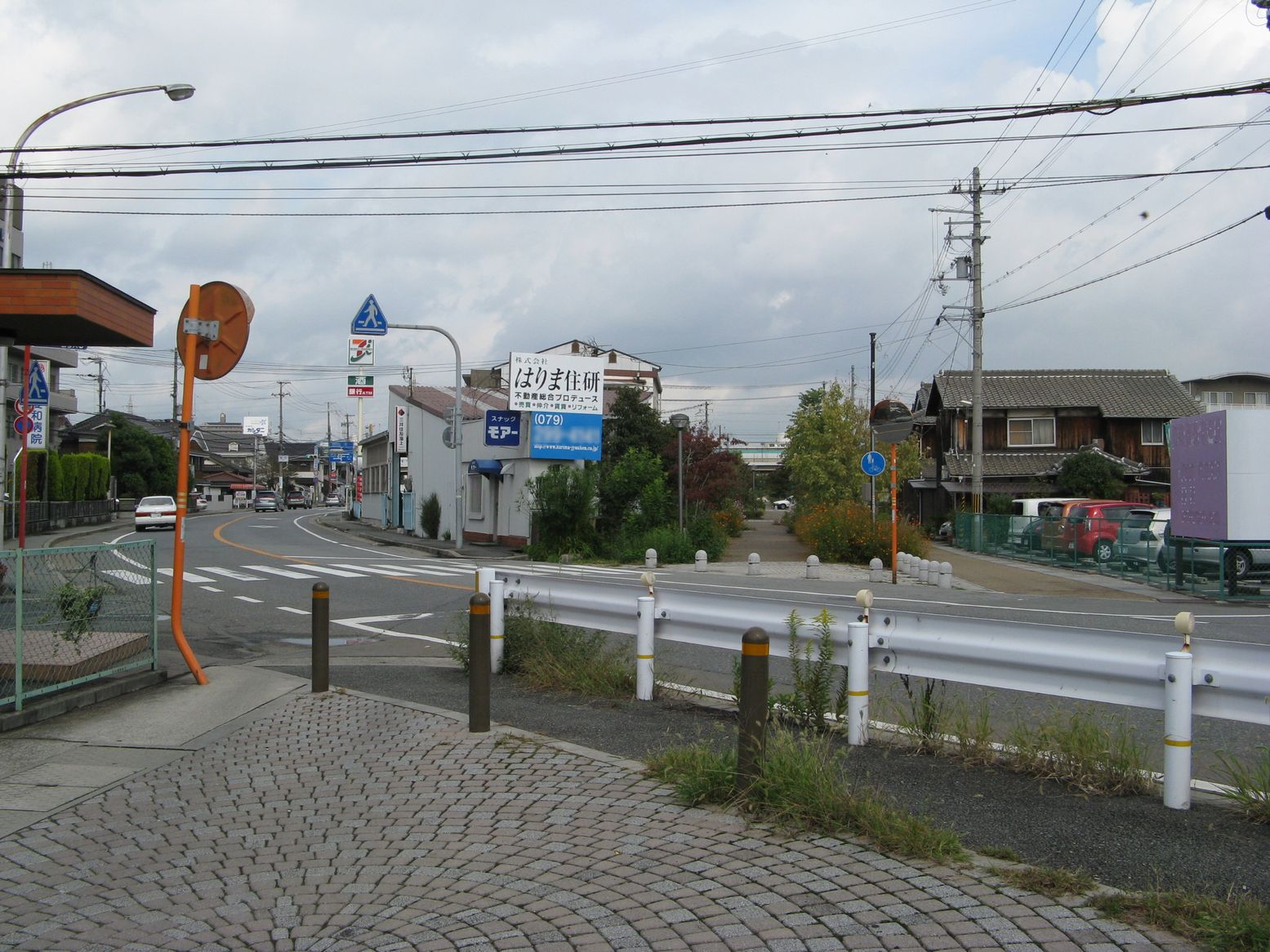
飾磨港線亀山駅跡（2008年10月）
廃線跡南側から手前の県道が左へずれている所に踏切があった

- 国道250号（姫路市飾磨区細江・宮掘橋交差点、起点）
- 兵庫県道418号付城細江線（姫路市飾磨区恵美酒・材木市場北交差点）
- 国道2号 姫路バイパス（姫路市手柄・手柄堂の前交差点）
- 国道2号（姫路市博労町・白鷺橋交差点、終点）

### 沿線にある施設など
- 手柄山平和公園
- 亀山本徳寺
- イオンモール姫路リバーシティー